# Naarda egrettoides
Naarda egrettoides is een vlinder uit de familie spinneruilen (Erebidae). De wetenschappelijke naam van de soort is voor het eerst geldig gepubliceerd in 2014 door Balázs Tóth & Laslo Ronkay.

## Type
- holotype: "male, 6.xi.2002. leg. B. Herczig & G. Ronkay. genitalia slide no. RL7897m"
- instituut: HNHM, Boedapest, Hongarije
- typelocatie: "Thailand, Prov. Chiang Mai, 4 km S Kop Dong, 1800 m 99°03’E, 19°52’N"